# Литерал (математичка логика)
У математичкој логици, литерал је атомичка формула (атом) или њена негација. Литерали се могу поделити у два типа:
- Позитивни литерал је само атом.
- Негативни литерал је негација атома.

Чист литерал је литерал, такав да је свако понављање његове променљиве у некој формули истог знака (или свуда негирано, или свуда ненегирано).